# Crémieu
Crémieu ist eine Kleinstadt mit 3543 Einwohnern (Stand 1. Januar 2022) im Département Isère in der Region Auvergne-Rhône-Alpes und liegt ca. 40 Kilometer östlich von Lyon.

## Geschichte und Sehenswürdigkeiten
|  |  |

Die besondere Bedeutung dieser Stadt beruht auf den zahlreichen, teilweise sehr alten Häusern, die in den letzten Jahren an vielen Stellen sehr detailverliebt restauriert wurden. An vielen Fassaden lassen sich verschiedene Bautechniken oder Architekturdetails studieren. Sehr hilfreich sind dabei zahlreiche umfangreiche Erläuterungstafeln, die in Französisch, Englisch und Deutsch auf Sachverhalte hinweisen, die man beim Vorübergehen nicht wahrnehmen würde.
Die Geschichte Crémieus beginnt im 12. Jahrhundert mit der Ansiedlung von Benediktinern auf dem Felsen St. Hippolyte im Osten der Stadt. 1315 wird der Stadt ein Freibrief verliehen. Wirtschaftliche Blüte ist die Folge für zwei Jahrhunderte. Eine 2 km lange Stadtmauer mit 9 Toren und 14 Türmen wird errichtet. 1357 wird eine Münze errichtet. Unter Ludwig XII. (1498–1515) wird die Stadt wegen der strategisch günstigen Lage auf dem Weg nach Savoyen ein Zentrum des Getreidehandels. Im 17. Jahrhundert geht die wirtschaftliche Bedeutung zurück. Mehrere Klöster werden gebaut. Im 18. Jahrhundert wird die Leder- und Stoffherstellung dominant, aber danach wird die Stadt unbedeutend.
Glanzpunkt von Crémieu ist eine große Markthalle aus dem 15. Jahrhundert mit einem wuchtigen Dach aus flachen Natursteinen, die auch heute noch für den Markt benutzt wird. Im Osten befindet sich auf dem Hügel St. Hippolyte hinter dem Uhrturm eine umfangreiche und recht gut hergerichtete Ruinenstadt. Sehenswert sind auch die nahen Tropfsteinhöhlen Grottes des Balmes.
Ab Mitte des 19. Jahrhunderts lebten im Sommer zahlreiche Maler in Crémieu und es entstand eine Künstlerkolonie, die, in Anlehnung an das bekannte Barbizon bei Paris, als das Barbizon von Lyon bezeichnet wurde.

## Bevölkerungsentwicklung
| Jahr                       | 1962 | 1968 | 1975 | 1982 | 1990 | 1999 | 2011 | 2017 |
| Einwohner                  | 2416 | 2393 | 2450 | 2409 | 2855 | 3169 | 3357 | 3282 |
| Quellen: Cassini und INSEE |      |      |      |      |      |      |      |      |

## Verkehr
Crémieux hatte seit 1881 einen Bahnhof an der Bahnstrecke von Lyon nach Aoste-Saint-Genix (Chemin de fer de l'Est de Lyon). Der Personenverkehr wurde 1947 eingestellt.

## Partnerschaft
- Crémieu unterhält partnerschaftliche Beziehungen zur deutschen Gemeinde Hüttenberg.[3]